# Holger Rosenkrantz (1574-1642)
 Der er flere personer med dette navn, se Holger Rosenkrantz.
Holger Rosenkrantz (14. december 1574 på Kalø Slot – 28. oktober 1642 i København) var en dansk adelsmand, rigsråd, teolog og pædagog. Han regnes blandt de klogeste danskere i 1600-tallet, og var kendt som "den lærde Holger".

## Opvækst og uddannelse
Holger Rosenkrantz tilhørte en af Danmarks fornemste adelsslægter. Forældrene var rigsråd Jørgen Ottesen Rosenkrantz til Rosenholm og Dorthe Lange.<refname=dbl3/> Holger fik som tidens andre adelssønner en lang uddannelse; blandt andet med et langt ophold i Wittenberg i Tyskland. Her vakte han opsigt på grund af sin evner blandt andet indenfor retorik, sprog og teologi. Navnlig teologien blev hans store interesse. I 1595 vendte han hjem til Danmark og tilbragte et år hjemme hos forældrene, måske ikke mindst for at lære noget om godsdrift etc. 1596 døde faderen og Holger arvede godset Rosenholm. Ved moderens død 1613 kom han tillige i besiddelse af Skaføgård. Faderen havde ligesom sine forfædre været medlem af landets regering, rigsrådet. Det var nu naturligt, at også Holger gjorde tjeneste ved hoffet. Men efter et blot par år vælger han at trække sig tilbage til sine godser og dyrke det lærde liv. Han blev i 1598 gift med Sophie Brahe (1578 – 1646).<refname=dbl3/> Sammen fik de 13 børn, hvoraf de 8 voksede op.

## På Rosenholm
På Rosenholm oprettede han en skole, hvor han ikke alene underviste sine egne børn, men også modtog adskillige unge adelsmænd til opdragelse, ligesom han opmuntrede flere vordende præster under deres studier. I løbet af omkring 16 år havde Holger 75 elever i sit lille akademi, som en man i senere tider morede sig med at udnævne til "Det første jyske universitet".

## I rigsrådet
I året 1616 døde 5 medlemmer af rigsrådet. Som den sjette generation af Rosenkrantz-slægten i træk blev Holger Rosenkrantz medlem af rigsrådet. Han blev desuden lensmand i Odense. Familien måtte flytte fra Rosenholm, og skolen der blev lukket. Som embedsmand var Holger Rosenkrantz uden tvivl dygtig, men hans hjerte lå et andet sted. Og i 1627 tog han en meget drastisk konsekvens; han meldte sig ud rigsrådet. Det var uhørt. En plads i rigsrådet var for livstid. Christian 4.s vrede over udmeldelsen varede til Holgers død.

## Teologien
Teologien, kirken og skolen blev mere og mere hans eneste interesse, så han opgav sit len og trak sig tilbage til Rosenholm, hvor han gik fuldstændig op i sine studier og i kristen livsførelse. Han var velbevandret i de gamle sprog, hebraisk, græsk og latin og i alt hvad der hørte til teologien. Han korresponderede med teologer i hele Europa, der ofte rådførte sig med den "Lærde Holger". Herefter arbejdede Holger Rosenkrantz' på en række teologiske skrifter. Desværre blev mange af dem forbudt trykte af censuren i København. Her spillede den kongelige vrede nok ind. Men Holger Rosenkrantz synspunkter blev i den strenge lutherske ortodoksi betragtet som nærmest kætterske.
Holger Rosenkrantz oprettede et kirke-bibliotek i Hornslet, udlagde bøndergårde både til sognekaldene, som erstatning for sin tiendefrihed, og til at ansætte en fast almueskolelærer; endelig stiftede han et hospital i Hornslet.
Holger Rosenkrantz døde i København 1642. Han ligger begravet i krypten under Hornslet Kirke.

## Ægteskab og børn
Af ægteskabet med Sophie Brahe fødtes seks sønner og syv døtre. Fem børn døde tidligt.[kilde mangler]
- Mette Rosenkrantz (1600–1644) gift med rigskansler Christen Thomesen Sehested (1590–1657)
- Gunde Rosenkrantz (2. december 1604 i Rosenholm - 2. december 1675)
- Jørgen Rosenkrantz (11. juni 1607 - 8. januar 1675) gift med Christence Juel (1612–1680)
- Beate Rosenkrantz (15. oktober 1608 - 20. februar 1647) gift 1642 med Henrik Thott
- Erik Rosenkrantz (2. marts 1612 - 13. oktober 1681)
- Dorte Rosenkrantz (1613–1666) gift med Otte Thott
- Sophie Rosenkrantz

Sønnerne Gunde, Jørgen og Erik blev fremtrædende mænd i Danmark.